# Arliss Howard
Arliss Howard (* 18. Oktober 1954 in Independence, Missouri) ist ein US-amerikanischer Filmschauspieler, Regisseur und Produzent.

## Leben
Howard begann seine Karriere im Filmgeschäft Anfang der 1980er-Jahre mit kleinen Rollen. Er etablierte sich in Hollywood durch Auftritte in Stanley Kubricks Kriegsdrama Full Metal Jacket (1987, als texanischer Soldat namens Cowboy) und in John Mackenzies Thriller Jack Ruby – Im Netz der Mafia (1992). Seitdem agierte er als Nebendarsteller in größeren Hollywood-Produktionen wie Vergessene Welt: Jurassic Park, Amistad (beide 1997), Die Frau des Zeitreisenden (2009) und Die Kunst zu gewinnen – Moneyball (2011). Er trat aber auch in einigen Independentfilmen auf, beispielsweise 2004 in Dandelion – Eine Liebe in Idaho als Vater der Hauptfigur. In David Finchers für zehn Oscars nominiertem Film Mank verkörperte er 2020 Louis B. Mayer, den langjährigen Leiter des Filmstudios MGM.
Seit den 1980er-Jahren agierte Howard auch in vielen Fernsehproduktionen. Eine wiederkehrende Nebenrolle für vier Folgen übernahm er in der Fernsehserie Medium – Nichts bleibt verborgen. 2013 war er in der Serie True Blood für sechs Folgen als Truman Burrell zu sehen. Ebenfalls 2020 spielte er in der Serie Manhunt in zehn Folgen die Rolle des Earl Embry.
Er führte bei zwei seiner Projekte Regie, in diesen spielte er zudem eine Haupt- bzw. Nebenrolle. In jedem dieser Projekte spielte seine jetzige Frau Debra Winger die weibliche Hauptrolle.

## Filmografie (Auswahl)
- 1983: The Day After – Der Tag danach (The Day After, Fernsehfilm)
- 1985: Das Feuerschiff (The Lightship)
- 1986: Zeit der Rache (The Ladies Club)
- 1987: Full Metal Jacket
- 1987: Plain Clothes – Mord an der Highschool (Plain Clothes)
- 1988: Tequila Sunrise
- 1989: Steven – Die Entführung (I Know My First Name Is Steven, Fernsehfilm)
- 1990: Verrückte Zeiten (Men Don’t Leave)
- 1992: Jack Ruby – Im Netz der Mafia (Ruby)
- 1992: Criss Cross – Überleben in Key West (CrissCross)
- 1993: Die Sache mit dem Feuer (Wilder Napalm)
- 1993: Herkules und die Sandlot-Kids (The Sandlot, im Abspann ungenannt)
- 1992: Scheidung per Mord (Till Death Us Do Part, Fernsehfilm)
- 1994: Natural Born Killers (nur Director’s Cut)
- 1995: Der Infiltrator (The Infiltrator, Fernsehfilm)
- 1995: To Wong Foo, thanks for Everything, Julie Newmar
- 1996: Johns – Die Stricher von L.A. (Johns)
- 1996: Der Mann, der Eichmann jagte (The Man Who Captured Eichmann, Fernsehfilm)
- 1997: Amistad
- 1997: Vergessene Welt: Jurassic Park (The Lost World: Jurassic Park)
- 1999: Unschuldig verfolgt (Map of the World)
- 2001: Big Bad Love
- 2004: Dandelion – Eine Liebe in Idaho (Dandelion)
- 2005–2007: Medium – Nichts bleibt verborgen (Medium, Fernsehserie, 4 Folgen)
- 2007: Awake
- 2007: Weapons
- 2009: Die Frau des Zeitreisenden (The Time Traveler’s Wife)
- 2010: Rubicon (Fernsehserie, 13 Folgen)
- 2011: Die Kunst zu gewinnen – Moneyball (Moneyball)
- 2013: True Blood (Fernsehserie, 6 Folgen)
- 2015: Erschütternde Wahrheit (Concussion)
- 2017: The Boy Downstairs
- 2017: When We Rise (Fernsehserie, 2 Folgen)
- 2020: Manhunt (Fernsehserie, 10 Folgen)
- 2020: Mank
- 2023: Der Killer (The Killer)